# Katrin Apel
Katrin Apel (ur. 4 maja 1973 w Erfurcie) – biathlonistka niemiecka, czterokrotna medalistka igrzysk olimpijskich i wielokrotna medalistka mistrzostw świata.

## Przebieg kariery sportowej
Apel rozpoczęła karierę sportową od biegów narciarskich. W dyscyplinie tej zdobyła między innymi srebrny medal w sztafecie na mistrzostwach świata juniorów w Les Saises w 1990 roku oraz brązowy w biegu na 5 km techniką klasyczną podczas rozgrywanych trzy lata później mistrzostw świata juniorów w Harrachovie. Po tym jak nie wywalczyła miejsca w reprezentacji Niemiec na igrzyska olimpijskie w Lillehammer w 1994 roku zdecydowała się przejść do biatlonu.
Początkowo rywalizowała w zawodach Pucharu Europy. W Pucharze Świata zadebiutowała 7 grudnia 1995 roku w Östersund, zajmując 38. miejsce w biegu indywidualnym. Pierwsze punkty (w sezonach 1984/1985-1999/2000 punktowało 25. najlepszych zawodniczek) wywalczyła 14 grudnia 1995 roku w Oslo, gdzie zajęła 25. miejsce w tej samej konkurencji. Pierwszy raz na podium zawodów pucharowych stanęła 7 marca 1996 roku w Pokljuce, gdzie bieg indywidualny ukończyła na trzeciej pozycji. W zawodach tych wyprzedziły ją tylko Tetiana Wodopjanowa z Ukrainy i Białorusinka Natalja Piermiakowa. W kolejnych startach jeszcze 17 razy stanęła na podium, odnosząc przy tym 4 zwycięstwa: 14 marca 2002 roku w Lahti, 21 marca 2002 roku w Oslo i 16 marca 2005 roku w Chanty-Mansyjsku wygrywała sprinty, a 17 marca 2002 roku w Lahti była najlepsza w biegu pościgowym. Ponadto pięć razy stawała na drugim stopniu podium, a dziewięć – na trzecim. Najlepsze wyniki osiągnęła w sezonie 2001/2002, kiedy zajęła piąte miejsce w klasyfikacji generalnej. Łącznie w klasyfikacji generalnej Pucharu Świata 6-krotnie plasowała się w czołowej dziesiątce.
Pierwsze medale wywalczyła w 1996 roku zdobywając wspólnie z koleżankami złote medale w sztafecie i biegu drużynowym podczas mistrzostw świata w Ruhpolding. Zwycięstwa w sztafecie Niemki z Apel w składzie odniosły również na mistrzostwach świata w Osrblie w 1997 roku i rozgrywanych dwa lata później mistrzostwach świata w Oslo/Kontiolahti. Kolejne dwa medale zdobyła podczas mistrzostw świata w Oslo/Lahti w 2000 roku. Najpierw zajęła drugie miejsce w sprincie, rozdzielając na podium Norweżkę Liv Grete Skjelbreid i kolejną Niemkę - Martinę Zellner. Następnie wraz z koleżankami drugie miejsce zajęła też w sztafecie. Na tej samej imprezie była także czwarta w biegu pościgowym, przegrywając walkę o podium z Francuzką Florence Baverel-Robert. Najlepszym indywidualnym rezultatem na mistrzostwach świata w Pokljuce w 2001 roku było czwarte miejsce w sprincie, w którym walkę o medal przegrała ze Skjelbreid. Zdobyła tam za to kolejny srebrny medal w sztafecie. Ostatni medal indywidualny zdobyła na mistrzostwach świata w Oberhofie w 2004 roku, gdzie była druga w biegu masowym. Uplasowała się tam między Skjelbreid (po mężu Poirée) a Francuzką Sandrine Bailly. Zajęła tam również trzecie miejsce w sztafecie. Ponadto razem z koleżankami wywalczyła srebrny medal podczas mistrzostw świata w Hochfilzen w 2005 roku.
W 1998 roku wystartowała na igrzyskach olimpijskich w Nagano, sięgając po brąz w sprincie. Uległa tam jedynie Rosjance Galinie Kuklewej i rodaczce Uschi Disl. Jednocześnie razem z Disl, Zellner i Petrą Behle zwyciężyła w sztafecie. Na rozgrywanych cztery lata później igrzyskach w Salt Lake City była osiemnasta w biegu indywidualnym, dwunasta w sprincie, siódma w biegu pościgowym oraz ponownie najlepsza w sztafecie (w składzie: Katrin Apel, Uschi Disl, Andrea Henkel i Kati Wilhelm). Brała też udział w igrzyskach olimpijskich w Turynie w 2006 roku, gdzie w sztafecie zdobyła medal srebrny, zajmując ponadto 22. miejsce w biegu indywidualnym i 11. w sprincie.
W czasie kariery sportowej broniła barw klubu SV Eintracht Frankenhain, łącząc starty z zawodową służbą wojskową.

## Osiągnięcia

### Igrzyska olimpijskie
| Rok  | Miejscowość    | Konkurencje | Konkurencje | Konkurencje | Konkurencje | Konkurencje | Konkurencje | Konkurencje |
| Rok  | Miejscowość    | IN          | SP          | PU          | MS          | RL          | MR          | SR          |
| ---- | -------------- | ----------- | ----------- | ----------- | ----------- | ----------- | ----------- | ----------- |
| 1998 | Nagano         | –           | 3.          | nd.         | nd.         | 1.          | nd.         | –           |
| 2002 | Salt Lake City | 18.         | 12.         | 7.          | nd.         | 1.          | nd.         | –           |
| 2006 | Turyn          | –           | 22.         | 11.         | –           | 2.          | nd.         | –           |

### Mistrzostwa świata
| Rok  | Miejscowość     | Konkurencje | Konkurencje | Konkurencje | Konkurencje | Konkurencje | Konkurencje | Konkurencje |
| Rok  | Miejscowość     | IN          | SP          | PU          | MS          | RL          | MR          | SR          |
| ---- | --------------- | ----------- | ----------- | ----------- | ----------- | ----------- | ----------- | ----------- |
| 1996 | Ruhpolding      | –           | 31.         | nd.         | nd.         | 1.          | nd.         | –           |
| 1997 | Osrblie         | –           | 42.         | 25.         | nd.         | 1.          | nd.         | –           |
| 1998 | Pokljuka        | nd.         | nd.         | 13.         | nd.         | nd.         | nd.         | –           |
| 1999 | Kontiolahti     | 35.         | 19.         | 22.         | 9.          | 1.          | nd.         | –           |
| 2000 | Oslo            | 6.          | 2.          | 4.          | 5.          | 2.          | nd.         | –           |
| 2001 | Pokljuka        | 31.         | 4.          | 8.          | 15.         | 2.          | nd.         | –           |
| 2003 | Chanty-Mansyjsk | 36.         | 18.         | 28.         | –           | –           | nd.         | –           |
| 2004 | Oberhof         | –           | 13.         | 17.         | 2.          | 3.          | nd.         | –           |
| 2005 | Hochfilzen      | 33.         | 31.         | 7.          | 16.         | 2.          | nd.         | –           |

### Puchar Świata

#### Miejsca w klasyfikacji końcowej
| Sezon     | Miejsce |
| --------- | ------- |
| 1995/1996 | 33.     |
| 1996/1997 | 27.     |
| 1997/1998 | 12.     |
| 1998/1999 | 8.      |
| 1999/2000 | 10.     |
| 2000/2001 | 12.     |
| 2001/2002 | 5.      |
| 2002/2003 | 20.     |
| 2003/2004 | 7.      |
| 2004/2005 | 8.      |
| 2005/2006 | 8.      |
| 2006/2007 | 19.     |

#### Miejsca na podium chronologicznie
| Lp. | Dzień        | Rok  | Miejscowość     | Konkurencja                | Lokata | Pudła   | Czas biegu | Strata  | Zwycięzca            |
| --- | ------------ | ---- | --------------- | -------------------------- | ------ | ------- | ---------- | ------- | -------------------- |
| 1.  | 7 marca      | 1996 | Pokljuka        | Bieg indywidualny na 15 km | 3.     | 0+1+0+1 | 45:13,4    | +33,5   | Tetiana Wodopjanowa  |
| 2.  | 15 lutego    | 1998 | Nagano          | Sprint na 7,5 km           | 3.     | 0+1     | 23:08,0    | +24,4   | Galina Kuklewa       |
| 3.  | 20 grudnia   | 1998 | Osrblie         | Bieg pościgowy na 10 km    | 3.     | 0+0+0+3 | 31:26,5    | +15,6   | Uschi Disl           |
| 4.  | 5 marca      | 1999 | Valcartier      | Sprint na 7,5 km           | 2.     | 0+0     | 25:11,1    | +1,7    | Liv Grete Skjelbreid |
| 5.  | 15 stycznia  | 2000 | Ruhpolding      | Sprint na 7,5 km           | 2.     | 1+0     | 23:46,4    | +1,8    | Nathalie Santer      |
| 6.  | 19 lutego    | 2000 | Oslo            | Sprint na 7,5 km           | 2.     | 0+1     | 20:51,9    | +29,8   | Liv Grete Skjelbreid |
| 7.  | 13 stycznia  | 2001 | Ruhpolding      | Sprint na 7,5 km           | 3.     | 0+1     | 22:10,7    | +40,6   | Magdalena Forsberg   |
| 8.  | 21 grudnia   | 2001 | Osrblie         | Sprint na 7,5 km           | 3.     | 0+2     | 20:06,7    | +12,8   | Katja Holanti        |
| 9.  | 14 marca     | 2002 | Lahti           | Sprint na 7,5 km           | 1.     | 0+0     | 23:12,7    | –       | –                    |
| 10. | 17 marca     | 2002 | Lahti           | Bieg pościgowy na 10 km    | 1.     | 1+1+2+1 | 36:17,5    | –       | –                    |
| 11. | 21 marca     | 2002 | Oslo            | Sprint na 7,5 km           | 1.     | 1+0     | 22:07,6    | –       | –                    |
| 12. | 23 marca     | 2002 | Oslo            | Bieg pościgowy na 10 km    | 2.     | 3+0+0+2 | 30:54,9    | +46,8   | Magdalena Forsberg   |
| 13. | 21 grudnia   | 2003 | Osrblie         | Bieg pościgowy na 10 km    | 3.     | 0+0+1+0 | 29:21,3    | +36,0   | Sandrine Bailly      |
| 14. | 14 lutego    | 2004 | Oberhof         | Bieg masowy na 12,5 km     | 2.     | 0+0+0+2 | 39:46,1    | +1:23,9 | Liv Grete Skjelbreid |
| 15. | 16 marca     | 2005 | Chanty-Mansyjsk | Sprint na 7,5 km           | 1.     | 0+0     | 22:59,2    | –       | –                    |
| 16. | 26 listopada | 2005 | Östersund       | Sprint na 7,5 km           | 3.     | 0+0     | 22:00,1    | +13,2   | Uschi Disl           |
| 17. | 8 stycznia   | 2006 | Oberhof         | Bieg masowy na 12,5 km     | 3.     | 0+0+1+0 | 39:05,7    | +5,3    | Martina Beck         |
| 18. | 11 marca     | 2006 | Pokljuka        | Bieg pościgowy na 10 km    | 3.     | 0+0+0+0 | 31:44,8    | +17,4   | Sandrine Bailly      |